# Víctor Hugo Ortiz
Víctor Hugo Ortiz est un footballeur paraguayen né le 14 novembre 1974.

## Carrière
- 1999 : Atletico Colegiales  Paraguay
- 2000 : Atletico Colegiales  Paraguay
- 2001 : Atletico Colegiales  Paraguay
- 2002 : Sportivo Luqueño  Paraguay
- 2003 : Sportivo Luqueño  Paraguay
- 2003-04 : Culiacan  Mexique
- 2004 : Sportivo Luqueño  Paraguay
- 2005 : Sportivo Luqueño  Paraguay
- 2006 : Club Olimpia  Paraguay
- 2006 : Tacuary FC  Paraguay
- 2007 : Tacuary FC  Paraguay

## Sélections
- ? sélections et ? buts avec le  Paraguay de 1999 à 2003.